# El Guayabo, Santa Lucía Monteverde
El Guayabo är en ort i Mexiko.   Den ligger i kommunen Santa Lucía Monteverde och delstaten Oaxaca, i den sydöstra delen av landet, 300 km sydost om huvudstaden Mexico City. El Guayabo ligger 1 305 meter över havet och antalet invånare är 109.
Terrängen runt El Guayabo är kuperad åt sydväst, men åt nordost är den bergig. Runt El Guayabo är det ganska glesbefolkat, med 28 invånare per kvadratkilometer. Närmaste större samhälle är Putla Villa de Guerrero, 19,4 km nordväst om El Guayabo. I omgivningarna runt El Guayabo växer huvudsakligen savannskog.